# Osservatorio di Berna-Uecht
L'osservatorio di Berna-Uecht è un osservatorio astronomico amatoriale privato, fondato nel 1951 sulla cresta del monte Längenberg nel comune di Niedermuhlern a sud di Berna, Svizzera

## Storia
L'osservatorio fu fondato nel 1951 da Willy Schaerer, un atleta mezzofondista olimpico appassionato di astronomia. Collaborando con gli astronomi dell'università di Berna, nel 1965 l'osservatorio fu completato e rimase tale sino allo stato attuale. A partire dal 1968 fu condotto un progetto di monitoraggio dell'attività solare guidato da scienziati dell'università. Nel 1982 fu istituita la Fondazione intitolata al fondatore e nel 2000 sono stati apportati miglioramenti tecnici agli strumenti dell'osservatorio.
Attualmente, l'osservatorio è gestito da una fondazione privata intitolata a Willy Schaerer.

## Strumenti
- Telescopio riflettore (D = 320 mm, F = 1850 mm)
- Fotocamera Schmidt (25,5 / 41,5 / 40 cm)
- Telescopio rifrattore da 12 cm con filtro H-alfa. Lo strumento è attivo dal 1969
- Radiometro a microonde (D = 1,6 m) (lunghezza d'onda 3 cm / 3 mm o 10,5 GHz. Lo strumento è in funzione dal 1968

## Ricerca e risultati scientifici
Il 10 aprile 1974, W. Burgat, direttore dell'osservatorio, ha scoperto la supernova SN 1974G con una magnitudine di 13.0, nella galassia NGC 4414.